# Anthicus nigrita
Anthicus nigrita is een keversoort uit de familie snoerhalskevers (Anthicidae). De wetenschappelijke naam van de soort is voor het eerst geldig gepubliceerd in 1853 door Carl Gustaf Mannerheim.